# Amphiroa gracilis
Amphiroa gracilis Harvey, 1855  é o nome botânico  de uma espécie de algas vermelhas pluricelulares do gênero Amphiroa.
- São algas marinhas encontradas em Madagascar e Austrália.

## Sinonímia
- Metagoniolithon gracile (Harvey) Yendo, 1905